# 東郷製作所
株式会社東郷製作所（とうごうせいさくしょ、英: TOGO SEISAKUSYO CORPORATION.）は、愛知県愛知郡東郷町に本社を置くばねメーカー。

## 概要
1881年（明治14年）創業の自動車用小型ばねメーカーでばねのほか、電子関連部品やクイックコネクター、介護用品などの製造も行っている。中でもホースクランプは国内トップシェアを誇る。
また、平成19年度の愛知ブランド企業に認定されている。

## 国内生産拠点
- 本社・本社工場 - 愛知県愛知郡東郷町大字春木字蛭池
- 小坂工場 - 愛知県愛知郡東郷町大字春木字小坂
- 清水ヶ根工場 - 愛知県愛知郡東郷町大字春木字清水ヶ根
- 豊明工場 - 愛知県豊明市沓掛町
- 瀬戸工場 - 愛知県瀬戸市穴田町

## 沿革
- 1881年 - 愛知郡春木村にて『鍛冶業』を創業。鍛造農具の製造・販売を開始
- 1921年 - 歯車伝動式脱穀機を開発、『トーゴー農具製作所』と改称
- 1923年 - 特許取得、自社商品「トーゴー式脱穀機」の製造・販売を開始
- 1938年 - 繊維業（しぼり）を併業
- 1940年 - 『東郷製作所』と改称し、小物ばねの製造を開始
- 1943年 - 自動車用ばねの製造を開始（トヨタ自動車工業向け）
- 1945年 - トヨタ自動車工業の協力工場（弁ばねにて）となる
- 1947年 - 個人経営から法人に改組し、『株式会社東郷製作所』を設立
- 1948年 - 「クラッチスプリング」のA級認定証を商工大臣より受け、『優良自動車部品認定工場』となる
- 1949年 - 「バルブスプリング」のA級認定を受ける
- 1950年 - 農機具製造から撤退する
- 1957年 - 社是"『昨日よりもよい品』で社会に奉仕する"を制定
- 1963年 - 『東郷製作所労働組合』結成（全国自動車労連労働組合）以後一貫して労使協調路線を取る
- 1973年 - 「ホースクランプ」（弊社主力商品）を開発
- 1980年 - 『南木曽発条』（長野県木曽郡）設立
- 1985年 - 『第五工場（現：小坂工場）』（東郷町工業団地内）建設
- 1987年 - 『PM優秀事業場賞第一類』を受賞
- 1988年 - Quality Spring / Togo（米国ミシガン州）を設立
- 1996年 -「クイックコネクタ」がグッドデザイン商品に選定
- 1999年 - QS-9000/ISO 9001認証取得
- 2000年 - ISO 14001認証取得
- 2002年 - シャーデル東郷（みよし市）を設立、東郷製作所（タイランド）を設立
- 2003年 - 東郷シャーデル（ドイツザクセン州）を設立
- 2005年 - 物流センター（現：杉ノ木物流センター）建設ISO/TS16949認証取得
- 2008年 - 瀬戸工場（瀬戸市穴田町）を購入、むろらん東郷（室蘭市）を設立
- 2011年 - 東郷商貿（中国上海市）を設立
- 2012年 - 東郷弾簧（中国常熟市）を設立
- 2016年 - TOGO North America（米国ノースカロライナ州）を設立

## 関連会社
- 南木曽発条株式会社
- トウシン工業株式会社
- トーノ工業株式会社
- 株式会社シャーデル東郷
- 東郷産業株式会社
- 東郷運輸株式会社
- 株式会社むろらん東郷
- 株式会社エイシン
- Quality Spring/Togo, Inc（アメリカ）
- TOGO SEISAKUSYO(THAILAND) Co., Ltd.（タイ）
- TOGO SCHERDEL GmbH（ドイツ）
- 東郷商貿（上海）有限公司（中国）
- 東郷弾簧（常熟）有限公司（中国）